# Rare Live - A Concert Through Time and Space
Rare Live - A Concert Through Time and Space è una VHS dei Queen, pubblicata nel 1989.
Nella videocassetta sono state inserite alcune canzoni suonate in diverse esibizioni della band, che si sono svolte nel corso della loro storia. Questa VHS poteva essere considerata un segnale che probabilmente i fans non avrebbero più rivisto i Queen su un palcoscenico.
Imponente in particolare il pubblico di Knebworth durante l'ultima esibizione live del gruppo del 9 agosto 1986, mentre cantavano Radio Ga Ga e We Are the Champions.

## Tracce
1. I Want It All (Sigla)
2. Crazy Little Thing Called Love (Osaka '82, Tokyo '85)
3. Liar (Rehearsal, Londra '73 e Rainbow, Londra '74)
4. Another One Bites the Dust (Buenos Aires '81 e Vienna '82)
5. Rock 'N Roll Medley: Big Spender, Jailhouse Rock, Stupid Cupid (Hammersmith '75, Londra '74)
6. My Melancholy Blues (Houston '77)
7. Hammer to Fall (Wembley '86)
8. Killer Queen (Earls Court '77)
9. We Will Rock You (Live Aid, Wembley '85)
10. Somebody to Love (Milton Keynes '82)
11. Tie Your Mother Down (Parigi '79, Francoforte '82 e Rio '85)
12. Keep Yourself Alive (Hammersmith '75 e Tokyo '85)
13. Love of My Life (Sao Paulo '81)
14. Stone Cold Crazy (Rainbow '74)
15. Radio Ga Ga (Sydney '85 e Knebworth '86)
16. You Take My Breath Away (Earls Court '77)
17. Sheer Heart Attack (Houston '77)
18. We Are the Champions (Francoforte '82, Knebworth '86)
19. God Save the Queen (Titoli di coda)